# Calyptromyia stupenda
Calyptromyia stupenda là một loài ruồi trong họ Tachinidae.